# بیل هاروی (بازیکن فوتبال، زاده ۱۹۰۸)
بیل هاروی (انگلیسی: Bill Harvey; ۲ مهٔ ۱۹۰۸ – ۱۹۷۸) بازیکن فوتبال اهل بریتانیا بود.
از باشگاه‌هایی که در آن بازی کرده‌است می‌توان به باشگاه فوتبال دارلینگتون اشاره کرد.